# Henry Nicholas

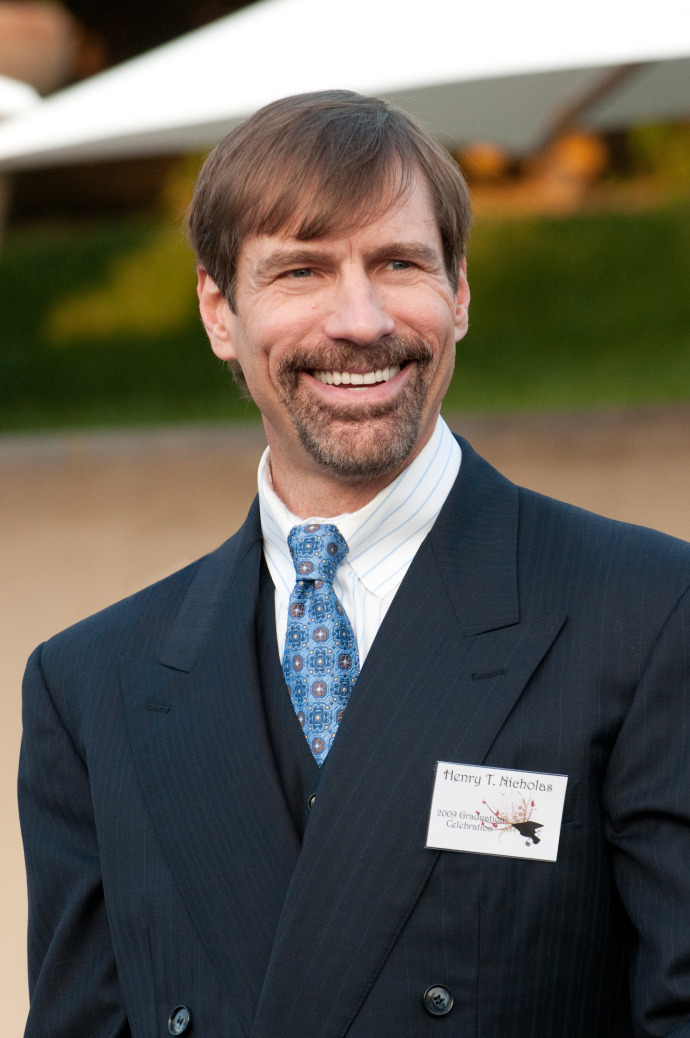
Henry Nicholas (2009)

Henry Thompson Nicholas III (* 1959 in Cincinnati, Ohio) ist ein US-amerikanischer Unternehmer. Er ist Mitbegründer der Broadcom Corporation und ehemaliger Co-Vorsitzender des Vorstands, Präsident sowie Chief Executive Officer (CEO) des Unternehmens. Im April 2025 gehörte Nicholas laut der Forbes-Milliardärsliste mit einem Nettovermögen von 16,2 Milliarden US-Dollar zu den 150 reichsten Mensch der Welt.

## Biografie
Henry Nicholas wurde in Cincinnati, Ohio, als Sohn von Marcella und Henry T. Nicholas Jr. geboren. Als Nicholas vier Jahre alt war, ließen sich seine Eltern scheiden und er zog mit seiner Mutter und seiner Schwester nach Los Angeles. Seine Mutter heiratete später Robert Leach, einen Journalisten und Hollywood-Drehbuchautor. Nicholas besuchte die Grundschule in Malibu und besuchte dann die Santa Monica High School. Nach dem Besuch der United States Air Force Academy in Colorado Springs schloss Nicholas 1982 die UCLA School of Engineering mit einem Bachelor of Science in Elektrotechnik ab. Er erwarb 1985 einen Master-Abschluss und 1998 einen Doktortitel in Elektrotechnik von derselben Universität. Seine Dissertation wurde zur Grundlage für die Entwicklung des integrierten Schaltkreises (IC), den Broadcom verkauft.
Nach seinem Abschluss an der UCLA in den 1980er Jahren arbeitete Nicholas bei TRW in Redondo Beach, Kalifornien, wo er Henry Samueli, seinen späteren Geschäftspartner, kennenlernte, der Professor für Ingenieurwesen an der UCLA war. Später wechselte Nicholas zu PairGain Technologies in Cerritos, wo er Direktor für Mikroelektronik war. Er verließ PairGain 1991 und gründete mit Samueli die Broadcom Corporation. Beide gründeten das Unternehmen in Nicholas Wohnung und trugen jeweils 5.000 US-Dollar ihres eigenen Vermögens zum Startkapital bei. 1998 ging ihr Unternehmen zwei Jahre vor dem Platzen der Dotcom-Blase an die Börse, wodurch beide Gründer reich wurden. 2003 zog sich Nicholas aus privaten Gründen von allen leitenden Positionen bei Broadcom zurück.
Im Jahr 2003 gründeten Nicholas und seine Frau die Henry T. and Stacey Nicholas Foundation, eine private gemeinnützige Stiftung, deren Ziele Investitionen in den Bereichen Bildung, Jugendsport, Technologie, medizinische Forschung, der Einsatz für die Rechte von Opfern von Straftaten ist. Nach ihrer Trennung im Jahr 2006 wurde sie in The Henry T. Nicholas III Foundation umbenannt.

## Privatleben
1987 heiratete Nicholas Stacey, eine ehemalige Elektroingenieurin, mit der er drei Kinder hat, bevor beide sich scheiden ließen. Bei der Scheidung kam es zu Rechtsstreitigkeiten zwischen den beiden ehemaligen Ehegatten um das Sorgerecht für die Kinder und Nichols Vermögen. Beide Seiten warfen sich gegenseitig Drogenkonsum vor.
Nicholas leidet unter Dyslexie. Aufgrund einer Alkoholkrankheit musste er sich 2008 in therapeutische Behandlung begeben.

## Strafrechtliche Probleme
Im Juni 2008 wurden Nicholas und andere Broadcom-Führungskräfte wegen Aktienbetrugs und Rückdatierung von Optionen angeklagt. Gleichzeitig wurde Nicholas auch wegen Drogenvergehen angeklagt. Nichols wurde von Zeugen vorgeworfen, einen Keller unter seinem Haus für Sexparties mit Prostituierten und Drogenkonsum eingerichtet zu haben. Die Anklagen wurden später fallengelassen.
Im August 2018 wurde Nicholas in Las Vegas wegen des Verdachts auf Drogenschmuggel verhaftet, nachdem in seiner Hotelsuite eine Vielzahl von Drogen, darunter Marihuana, Heroin, Kokain, Methamphetamin und Ecstasy, gefunden worden waren. Daraufhin stimmte er zu, eine Million Dollar an ein Drogenbehandlungs- und -rehabilitationsprogramm zu spenden, 250 Stunden gemeinnützige Arbeit zu leisten und eine Drogenberatung zu besuchen. Im Gegenzug ließ die Staatsanwaltschaft fünf schwerwiegendere Anklagen wegen Drogenhandels fallen und Nicholas blieb eine Haftstrafe erspart.